# پرونده فساد در فیفا (۲۰۱۵)

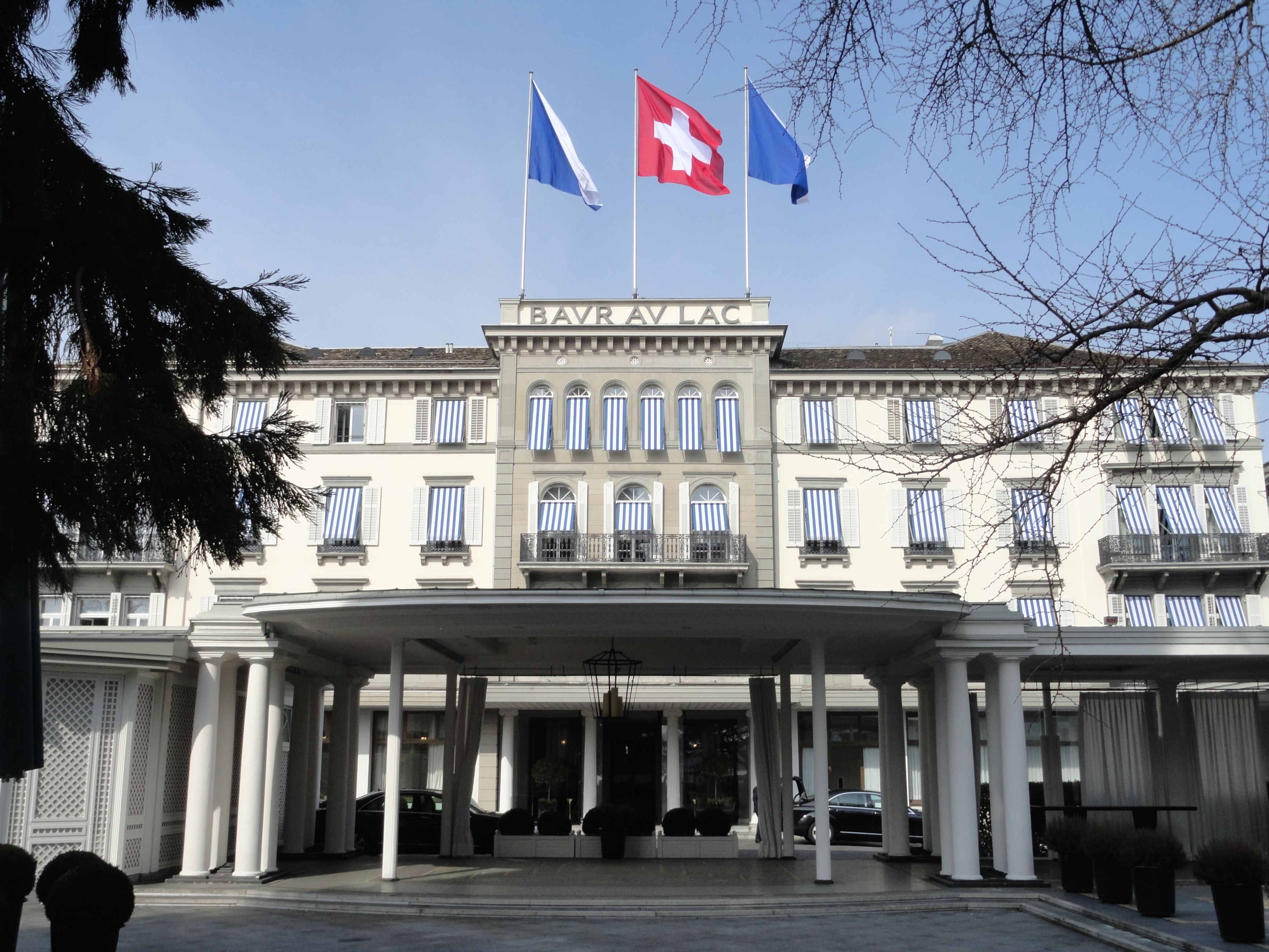
هتل محل دستگیری مقامات فیفا در زوریخ

در ماه مه ۲۰۱۵، چهارده نفر از جمله تعدادی از مقامات عالی رتبه فیفا به اتهام فساد مالی در زوریخ سوئیس بازداشت شدند. حکم جلب این افراد به درخواست وزارت دادگستری ایالات متحده توسط دادگاهی در نیویورک صادر شده‌است. اتهام آن‌ها اخاذی، کلاهبرداری و پولشویی عنوان شده‌است.

## اتهام‌ها
اتهام دستگیرشدگان مربوط به موارد گسترده سوءاستفاده مالی در فیفا از جمله اتهام ۱۰۰ میلیون دلار رشوه، درخواستهای میزبانی جام‌جهانی و همچنین حق پخش بازیهای فوتبال در طول ۲۰ سال گذشته است.
اداره فدرال قضایی سوئیس (اف او جی)، در بیانیه‌ای اعلام کرده که مقامات آمریکایی معتقدند که این افراد از اوایل دهه ۹۰ میلادی به ارزش ۱۰۰ میلیون دلار رشوه دریافت کرده‌اند. در ادامه این بیانیه اضافه شده‌است که دریافت رشوه در خاک آمریکا مورد توافق قرار گرفته و از طریق بانک انتقال پیدا کرده‌است.
یکی از بزرگ‌ترین اتهام‌های که در مورد فساد فیفا مطرح شده‌است دریافت رشوه از کشورها در قبال اعطای میزبانی مسابقات بزرگ و به ویژه جام جهانی بوده‌است. به تازگی رسانه‌ها در این زمینه مدعی شده‌اند که هنگام رأی گیری برای انتخاب میزبان جام جهانی ۲۰۱۰، مراکش به جای آفریقای جنوبی برنده شده بود.
روزنامه دیلی تلگراف چاپ انگلیس در این زمینه عنوان داشت: جک وارنر عضو سابق کمیته اجرایی فیفا نقش اصلی را در تغییر نتیجه این رأی گیری داشت به طوریکه ابتدا یک میلیون دلار در ازای حمایت از پیشنهاد مراکش دریافت کرده بود اما اندکی بعد با پیشنهاد بالاتری از آفریقای جنوبی روبرو شد.

## دستگیری‌ها
مداد چهارشنبه ۶ خرداد ۱۳۹۴ نیروهای پلیس با لباس غیرنظامی به هتل لوکس بائور ائو لاک که مشرف به دریاچه زوریخ و روبروی کوه‌های آلپ است مراجعه کرده و پس از گرفتن کلید اتاق‌های مظنونان، به اتاق‌های مورد نظر وارد و آن‌ها را دستگیر کردند.

نه عضو فیفا و پنج تاجر دستگیر شده یا تحت تعقیب قرار گرفته‌اند.
در دهم می ۲۰۱۶ خبر رسید که مدت محرومیت میشل پلاتینی از فوتبال توسط دادگاه عالی ورزش از ۶ به ۴ سال کاهش یافته‌است. خبرها حاکی از آن بود که مسئله تبرعه اسطوره سابق فوتبال فرانسه منتفی است و وی به زودی از ریاست یوفا کناره گیری خواهد کرد.

### مقامات دستگیر شده فیفا در زوریخ
| کشور       | نام              | سمت                                                                                     |
| ---------- | ---------------- | --------------------------------------------------------------------------------------- |
| جزایر کیمن | جفری وب          | رئیس کونکاکاف و ریس فدراسیون فوتبال جزائر کیمن و نائب رئیس فیفا                         |
| اروگوئه    | اوگنیو فیگیردو   | رئیس سابق انجمن فوتبال اروگوئه، رئیس و نائب رئیس سابق کونمبول                           |
| کاستاریکا  | ادواردو لی       | رئیس فدراسیون فوتبال کاستاریکا، عضو منتخب کمیته اجرایی فیفا و عضو کمیته اجرایی کونکاکاف |
| نیکاراگوئه | خولیو روکا       | رئیس فدراسیون فوتبال نیکاراگوئه، رئیس سابق مجمع فوتبال آمریکای مرکزی، مأمور توسعه فیفا  |
| جزایر کیمن | کوستاس تاکاس     | رایزن رئیس کونکاکاف و دبیر کل انجمن فوتبال جزائر کیمن                                   |
| ونزوئلا    | رافائل اسگویی‌ول  | رئیس فدراسیون فوتبال ونزوئلا و عضو کمیته اجرای کونمبول                                  |
| برزیل      | خوزه ماریا مارین | سیاستمدار برزیلی و رئیس کنفدراسیون فوتبال برزیل (۲۰۱۲–۲۰۱۵)                             |

### دیگر مقام‌های تحت تعقیب فیفا
| کشور              | نام          | سمت                                           |
| ----------------- | ------------ | --------------------------------------------- |
| پاراگوئه          | نیکولاس لئوز | رئیس کونمبول در سال‌های ۱۹۸۶ تا ۲۰۱۳           |
| ترینیداد و توباگو | جک وارنر     | نایب رئیس سابق فیفا و نایب رئیس سابق کونکاکاف |

### بازرگانان تحت تعقیب
| کشور                | نام              | سمت                                                   |
| ------------------- | ---------------- | ----------------------------------------------------- |
| آرژانتین            | آلئاندرو بورزاکو | مدیرعامل شرکت تورنئوس (شرکت ارتباطات ورزشی آرژانتینی) |
| ایالات متحده آمریکا | آرون داویدسون    | رئیس هیئت لیگ فوتبال آمریکای شمالی                    |
| آرژانتین            | هوگو جینکیس      | رئیس شبکه تلویزیونی ورزش آرژانتین                     |
| آرژانتین            | ماریانو جینکیس   | نائب رئیس شبکه تلویزیونی ورزش آرژانتین                |
| برزیل               | خوزه مارگیلس     | دبیرکل شرکت ترافیک اسپورتز                            |

## واکنش‌ها

### دولتی
روسیه - در واکنش به دستگیری چند تن از مقامات فیفا، وزیر امور خارجه روسیه که کشورش میزبان جام جهانی فوتبال ۲۰۱۸ است این دستگیری‌ها را تلاش غیرقانونی دیگری از جانب دولت آمریکا جهت تحمیل قوانین داخلی خودش به دیگر کشورها دانست. او هم‌چنین از واشنگتن خواست از قرار گرفتن در مقام قاضی در خارج از مرزهای خود بپرهیزد و رویه‌های قانونی بین‌المللی را گردن نهد.

### فدراسیون‌ها
یوفا طی بیانیه‌ای خواستار به تعویق افتادن انتخابات هیئت رئیسه فیفا و کنگره سالانه این فدراسیون شد. در این بیانیه تأکید شده‌است که اعضای کمیته اجرایی یوفا معتقدند که باید در هدایت و رهبری فیفا تغییر جدی و اساسی به وجود آید.
کمیته اخلاقی فیفا با انتشار بیانیه‌ای اعضای دستگیرشده فیفا را به‌طور موقت از هرگونه فعالیت مرتبط با فوتبال محروم کرد. هانس یواخیم اکرت، رئیس این کمیته گفت:اتهام‌های این افراد به‌طور روشن با فوتبال ارتباط داشت و در نتیجه باید واکنشی جدی و در خور با آن صورت می‌گرفت. کمیته اخلاقی فیفا اقدام‌های لازم را بر اساس قوانین داخلی فیفا انجام خواهد داد.
کنفدراسیون فوتبال آسیا در این زمینه بیانیه‌ای منتشر کرد و ضمن اعلام ناخشنودی و ناامیدی از اتفاقات روز چهارشنبه در زوریخ و اعلام حمایت از تصمیم کمیته اخلاقی فیفا، با تعویق انتخابات هیئت رئیسه فیفا که قرار است روز جمعه ۹ خرداد ۱۳۹۴ برگزار شود، مخالفت کرد.

### اشخاص
دیه‌گو مارادونا ستاره آرژانتینی فوتبال جهان در دهه‌های ۱۹۸۰ و ۱۹۹۰ گفت شنیدن این خبر او را خوشحال کرده، او اضافه کرد که وقت آن رسیده تا فیفا زد و بندهای پشت پرده و دروغ‌گویی به مردم را متوقف کند.